# Montenegrinische Akademie der Wissenschaften und Künste
Die Montenegrinische Akademie der Wissenschaften und Künste (montenegrinisch Црногорска академија наука и умјетности (ЦАНУ) Crnogorska akademija nauka i umjetnosti (CANU)) ist eine staatliche Akademie in Montenegro.
Die Akademie wurde durch Entscheidung des Parlaments der Republik Montenegro am 10. Juni 1973 als Akademie der Wissenschaften und Künste in Montenegro gegründet; 1976 erhielt sie die heutige Bezeichnung Montenegrinische Akademie der Wissenschaften und Künste. Sie ist die höchste staatliche Institution für Wissenschaften und Künste in Montenegro.
In den drei Akademieklassen Naturwissenschaften, Sozialwissenschaften und Künste werden 42 wissenschaftliche Mitglieder und 28 auswärtige Mitglieder beschäftigt. In 24 Projekten der Akademie sind über 350 Forscher eingebunden. Seit 2002 ist Momir Đurović Präsident der Akademie.

## Akademiepräsidenten
- 1973–1981: Branko Pavićević (* 1922)
- 1981–1985: Branislav Šoškić (* 1922)
- 1985–1989: Mirčeta Đurović (1924–2011)
- 1989–2001: Dragutin Vukotić (* 1924)
- seit 2002: Momir Đurović (* 1941)